# Strada provinciale 72 Campolo-Serra dei Galli
La strada provinciale 72 Campolo-Serra dei Galli è una strada provinciale italiana della città metropolitana di Bologna.

## Percorso
Dalla località Chiodi, in comune di Grizzana Morandi, luogo dove inizia anche la SP 73 Stanco, la SP 72 muove in salita verso sud incontrando Vimignano e Campolo alle pendici del monte Montovolo. Passa quindi nel territorio di Camugnano, dove arriva a Vigo, sotto il monte Vigese. Continua verso sud e, dopo una salita, passa vicino alla cima del monte Camugnano. Quindi ridiscende fino a giungere al primo tronco della SP 62 Riola-Camugnano-Castiglione, dove è posta la fine della strada.